# اندیس مرمریت چورس (چایپاره)
مرمریت چورس چایپاره یک اندیس مصالح ساختمانی است که در بخش مرکزی شهرستان چایپاره در استان آذربایجان غربی و در  روستای چورس قرار دارد و مادهٔ معدنی موجود در آن، مرمریت است. سنگ میزبان این اندیس سنگهای آهکی است و دیرینگی آن به دوران الیگومیوسن می‌رسد. در این اندیس، پاراژنز‌های اکسیدهای آهن یافت می‌شوند.